# L'Œil bleu (Albanie)
 (mai 2025).
L'"Œil bleu" (en albanais : Syri i Kaltër) est une source et un phénomène naturel située dans le village de Muzinë (municipalité de Finiq), dans le sud de l'Albanie. Attraction touristique populaire, l'eau bleue claire de la rivière peut être vue à une profondeur de plus de cinquante mètres. Les plongeurs sont descendus jusqu'à cinquante mètres, mais la profondeur réelle du trou karstique n'est toujours pas claire.

## Description
Ce phénomène est également connu sous le nom de « sources de Bistricë » car il s'agit de la source d'eau initiale de la rivière Bistricë, 25 km de long, qui achève son parcours dans la mer Ionienne au sud de Saranda. La source se trouve à une altitude de 152 m et a un débit de décharge de 18400 litres par seconde.
La zone environnante est un monument naturel de 1,8 km² et est caractérisée par des chênes et des sycomores. À l'été 2004, la source s'est temporairement tarie. À l'été 2017, une partie du site a été brûlée par un incendie de forêt,.
L'Œil Bleu est accessible en voiture en empruntant la route Saranda-Gjirokaster depuis le village de Krongj.

## Galerie

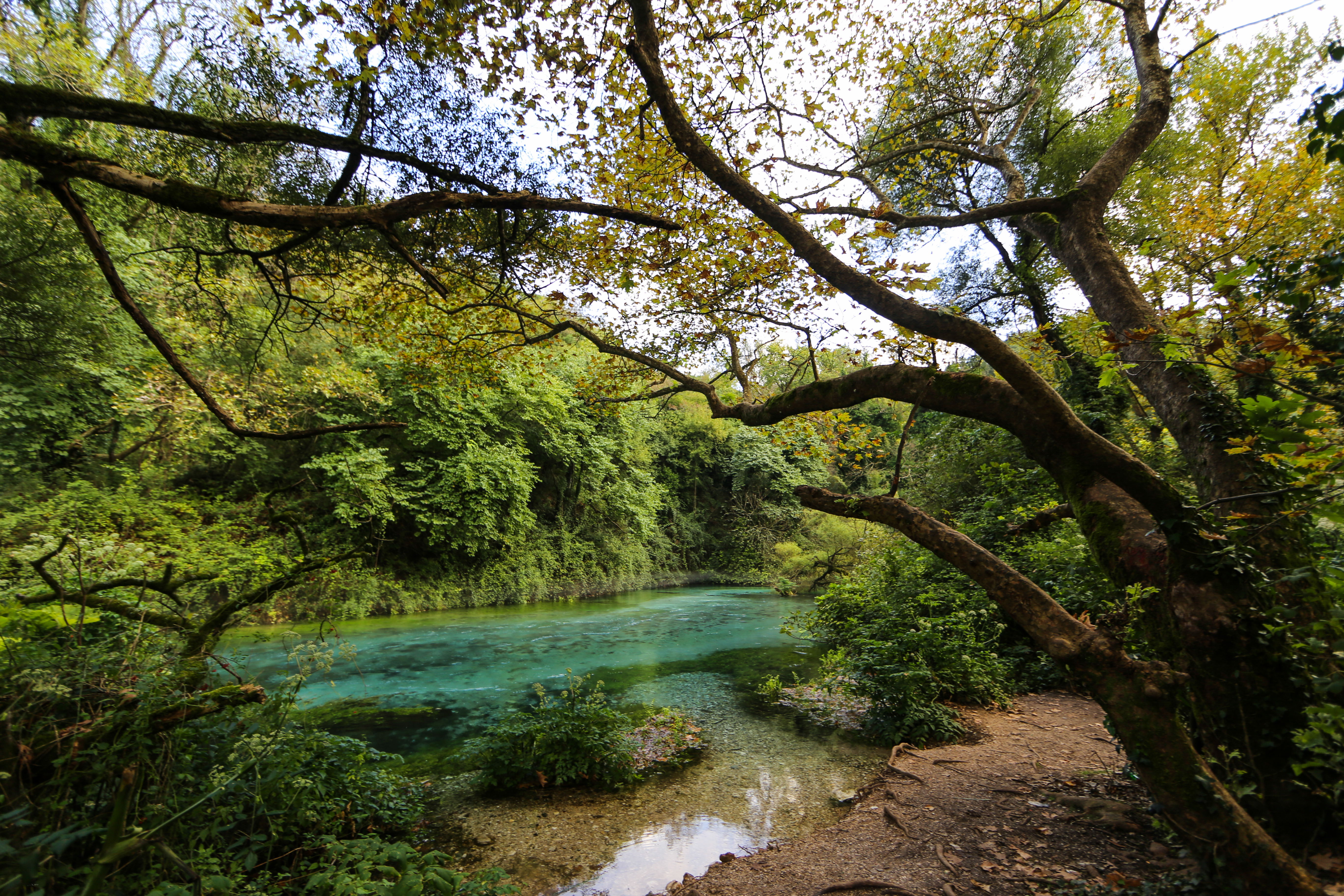
Une vue du printemps
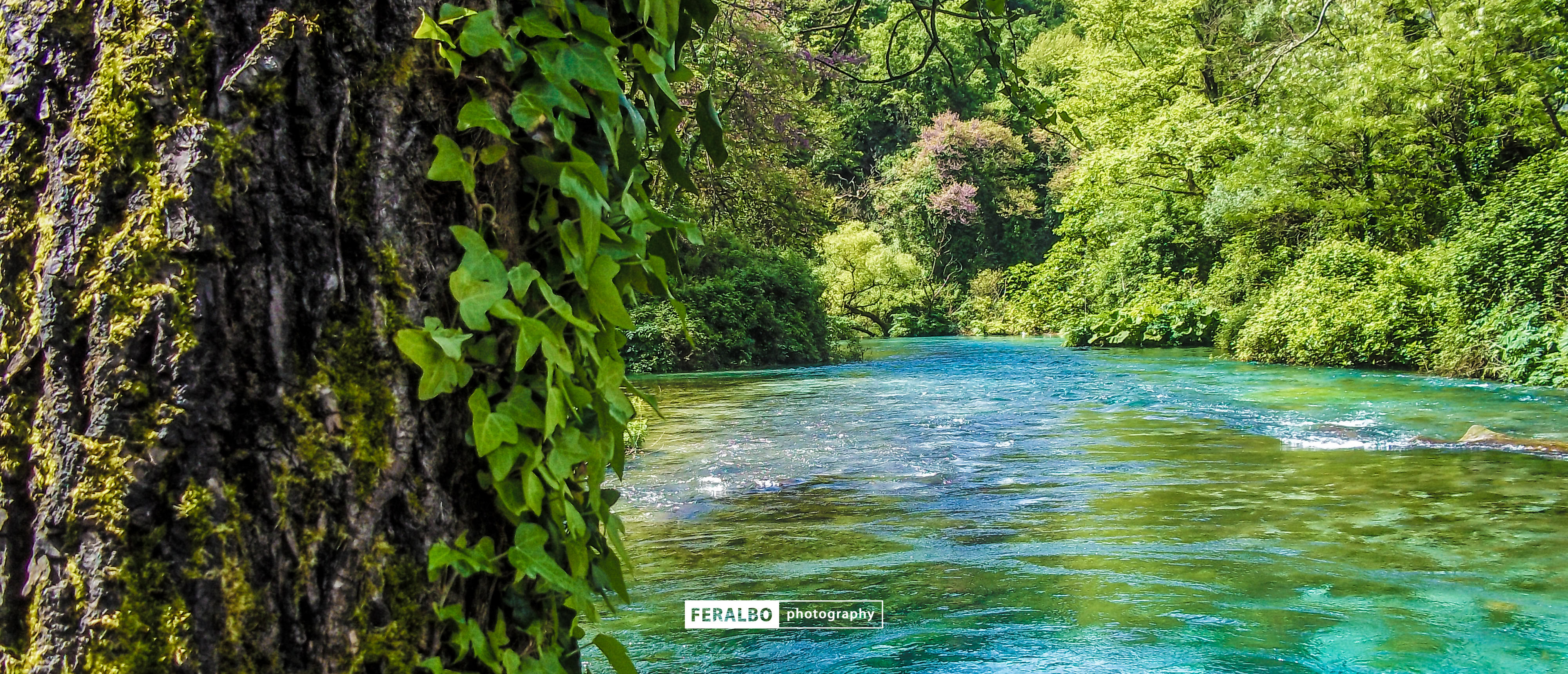
Vue panoramique
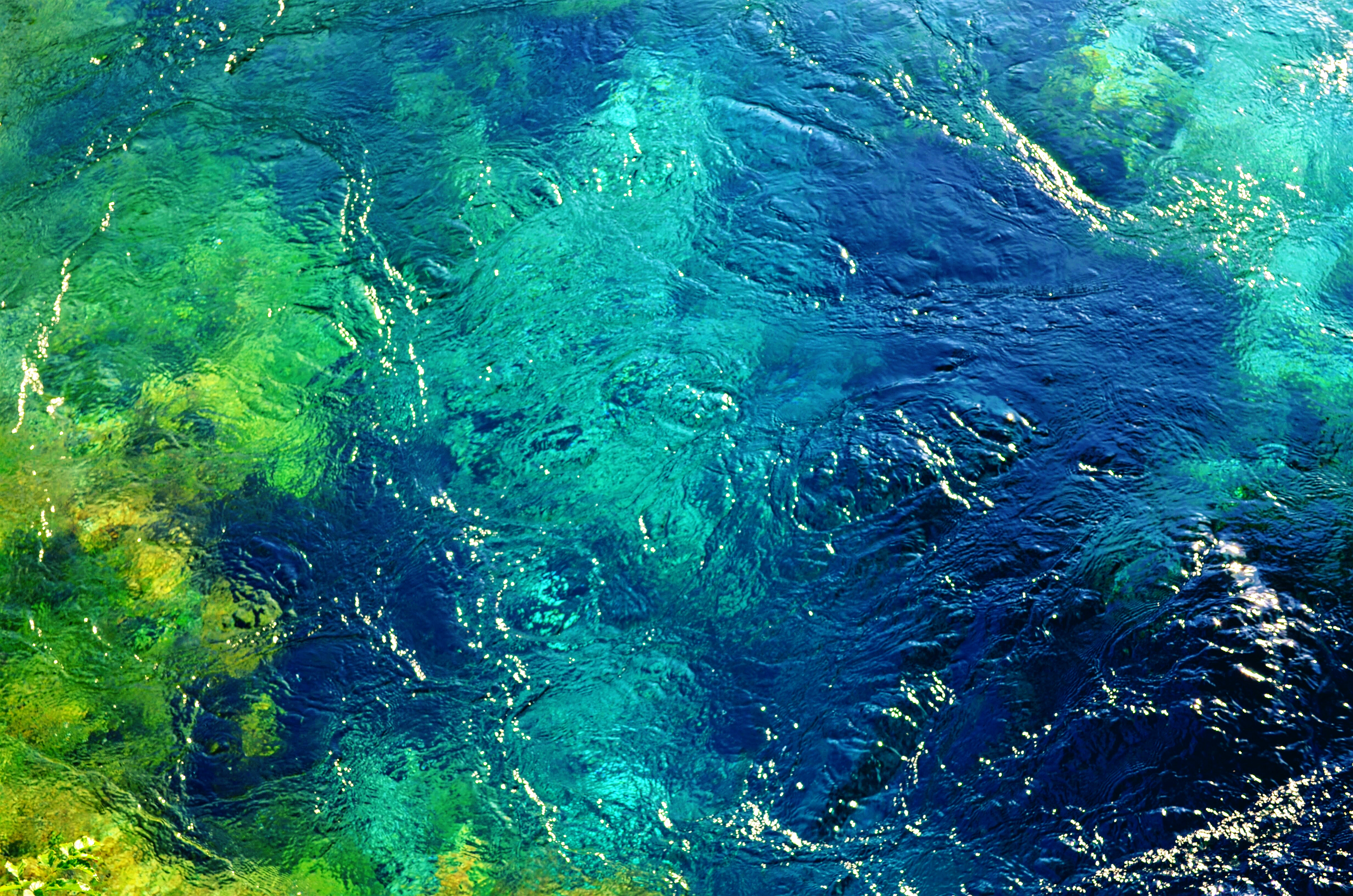
Eaux bleues de la source